# Condorcet (byggnad)

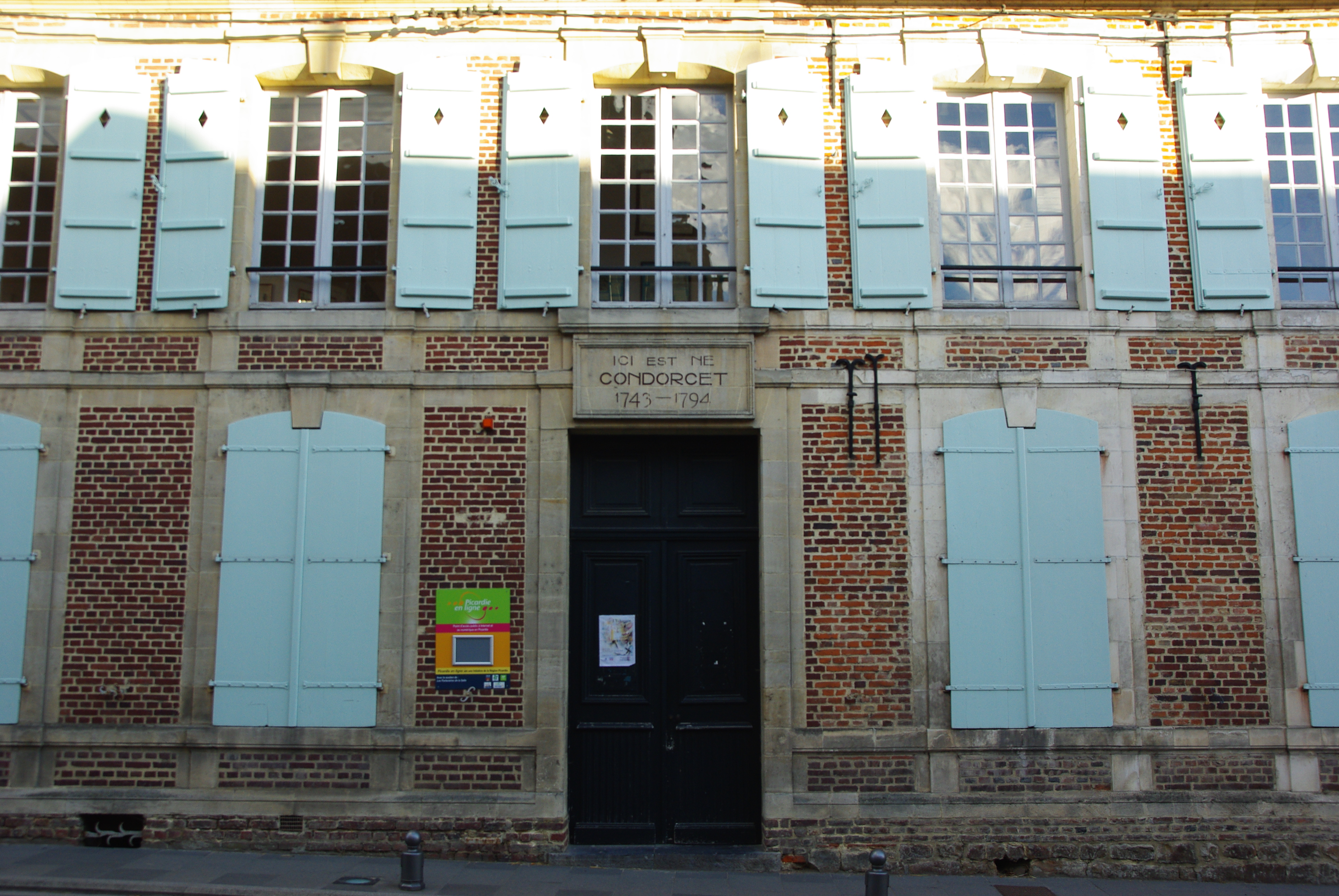
Condorcet.

Condorcet är ett slott i Ribemont i Frankrike.
Slottet byggdes under sent 1600-tal av Gaudry, Condorcets familj från moderns Marie-Magdeleine Gaudry sida av familjen.
Ett flertal privatpersoner har ägt slottet. Till exempel ägde Hennique León slottet från 1850 till 1935. Men sedan 1989 har slottets varit i staden Ribemonts ägo och nu kan man se besöka slottet för att se Condorcets livsverk och två rum är dedikerade till att skildra livet av två kända personer som föddes i Ribemont: den kungliga arkitekten Nicolas Blondel och generalen Saint-Hilaire.